# Gijsbert Verheul

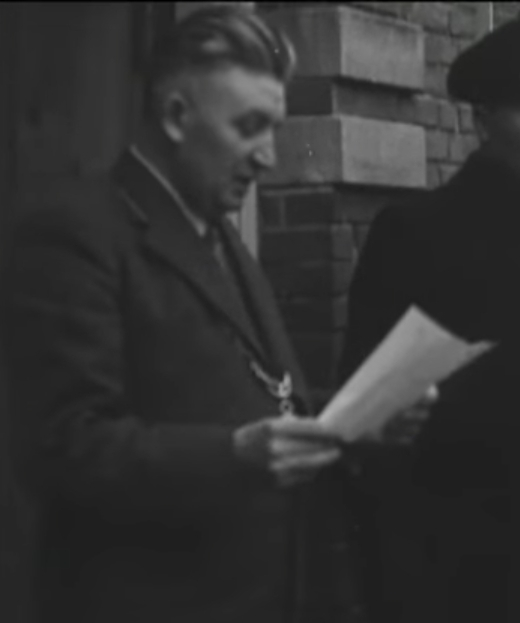
Burgemeester G. Verheul (1938)

Gijsbert Verheul (Brandwijk, 7 januari 1894 – 8 februari 1970) was een Nederlands politicus van de CHU.
Hij werd geboren als zoon van Hendrik Teunis Verheul en Pietertje Sijnhorst. Hij ging in Rotterdam naar de mulo en was daarna werkzaam bij de gemeentesecretarieën van Werkendam, Oud-Alblas, Voorhout en Oostzaan. In 1930 volgde hij Albert Teer op als gemeentesecretaris van Nederhorst den Berg nadat deze burgemeester van Twisk was geworden. Verheul werd in 1936 benoemd tot burgemeester van Marken en vanaf maart 1940 was hij de burgemeester van Koudekerk aan den Rijn. In die functie werd hij op 14 mei 1940 geconfronteerd met een bombardement op die gemeente waarbij 18 doden vielen. Van 1952 tot zijn pensionering in 1959 was hij de burgemeester van Rhoon. Verheul overleed in 1970 hij op 76-jarige leeftijd.